# FA Cup 1903-1904
La FA Cup 1903-1904 fu la trentatreesima edizione del torneo calcistico più vecchio del mondo. Vinse per la prima volta il Manchester City.

## Calendario
| Turno                           | Data                     |
| ------------------------------- | ------------------------ |
| Turno extra-preliminare         | Sabato 12 settembre 1903 |
| Turno preliminare               | Sabato 19 settembre 1903 |
| Primo turno di qualificazione   | Sabato 4 ottobre 1903    |
| Secondo turno di qualificazione | Sabato 17 ottobre 1903   |
| Terzo turno di qualificazione   | Sabato 31 ottobre 1903   |
| Quarto turno di qualificazione  | Sabato 14 novembre 1903  |
| Quinto turno di qualificazione  | Sabato 28 novembre 1903  |
| Turno intermedio                | Sabato 12 dicembre 1903  |
| Primo turno                     | Sabato 6 febbraio 1904   |
| Secondo turno                   | Sabato 20 febbraio 1904  |
| Terzo turno                     | Sabato 5 marzo 1904      |
| Semifinali                      | Sabato 19 marzo 1904     |
| Finale                          | Sabato 23 aprile 1904    |

## Turno intermedio
| Numero partita | Squadra locale    | Punteggio | Squadra ospite       | Data             |
| -------------- | ----------------- | --------- | -------------------- | ---------------- |
| 1              | Preston North End | 2-1       | Darwen               | 12 dicembre 1903 |
| 2              | Reading           | 1-0       | Gainsborough Trinity | 12 dicembre 1903 |
| 3              | Grimsby Town      | 2-0       | Barnsley             | 12 dicembre 1903 |
| 4              | Burslem Port Vale | 3-0       | Burton United        | 12 dicembre 1903 |
| 5              | Stockton          | 2-1       | Shrewsbury Town      | 12 dicembre 1903 |
| 6              | New Brompton      | 1-1       | Bristol City         | 12 dicembre 1903 |
| Ripetizione    | Bristol City      | 5-2       | New Brompton         | 16 dicembre 1903 |
| 7              | Brentford         | 1-1       | Plymouth Argyle      | 12 dicembre 1903 |
| Ripetizione    | Plymouth Argyle   | 4-1       | Brentford            | 16 dicembre 1903 |
| 8              | Bristol Rovers    | 1-1       | Woolwich Arsenal     | 12 dicembre 1903 |
| Ripetizione    | Woolwich Arsenal  | 1-1       | Bristol Rovers       | 16 dicembre 1903 |
| Ripetizione    | Bristol Rovers    | 0-1       | Woolwich Arsenal     | 21 dicembre 1903 |
| 9              | West Ham United   | 0-1       | Fulham               | 12 dicembre 1903 |
| 10             | Manchester United | 1-1       | Small Heath          | 12 dicembre 1903 |
| Ripetizione    | Small Heath       | 1-1       | Manchester United    | 16 dicembre 1903 |
| Ripetizione    | Small Heath       | 1-1       | Manchester United    | 21 dicembre 1903 |
| Ripetizione    | Manchester United | 3-1       | Small Heath          | 11 gennaio 1904  |

## Primo turno
| Numero partita | Squadra locale       | Punteggio | Squadra ospite          | Data             |
| -------------- | -------------------- | --------- | ----------------------- | ---------------- |
| 1              | Bristol City         | 1-3       | Sheffield United        | 6 febbraio 1904  |
| 2              | Bury                 | 2-1       | Newcastle United        | 6 febbraio 1904  |
| 3              | Preston North End    | 1-0       | Grimsby Town            | 6 febbraio 1904  |
| 4              | Southampton          | 3-0       | Burslem Port Vale       | 6 febbraio 1904  |
| 5              | Stoke                | 2-3       | Aston Villa             | 6 febbraio 1904  |
| 6              | Reading              | 1-1       | Bolton Wanderers        | 6 febbraio 1904  |
| Ripetizione    | Bolton Wanderers     | 3-2       | Reading                 | 10 febbraio 1904 |
| 7              | Notts County         | 3-3       | Manchester United       | 6 febbraio 1904  |
| Ripetizione    | Manchester United    | 2-1       | Notts County            | 10 febbraio 1904 |
| 8              | Blackburn            | 3-1       | Liverpool               | 6 febbraio 1904  |
| 9              | West Bromwich Albion | 1-1       | Nottingham Forest       | 10 febbraio 1904 |
| Ripetizione    | Nottingham Forest    | 3-1       | West Bromwich Albion    | 13 febbraio 1904 |
| 10             | Everton              | 1-2       | Tottenham Hotspur       | 6 febbraio 1904  |
| 11             | Stockton             | 1-4       | Wolverhampton Wanderers | 6 febbraio 1904  |
| 12             | Woolwich Arsenal     | 1-0       | Fulham                  | 6 febbraio 1904  |
| 13             | Manchester City      | 3-2       | Sunderland              | 6 febbraio 1904  |
| 14             | Portsmouth           | 2-5       | Derby County            | 6 febbraio 1904  |
| 15             | Plymouth Argyle      | 2-2       | Sheffield Wednesday     | 6 febbraio 1904  |
| Ripetizione    | Sheffield Wednesday  | 2-0       | Plymouth Argyle         | 10 febbraio 1904 |
| 16             | Millwall             | 0-2       | Middlesbrough           | 6 febbraio 1904  |

## Secondo turno
| Numero partita | Squadra locale          | Punteggio | Squadra ospite          | Data             |
| -------------- | ----------------------- | --------- | ----------------------- | ---------------- |
| 1              | Bury                    | 1-2       | Sheffield United        | 20 febbraio 1904 |
| 2              | Preston North End       | 0-3       | Middlesbrough           | 20 febbraio 1904 |
| 3              | Blackburn               | 3-1       | Nottingham Forest       | 20 febbraio 1904 |
| 4              | Aston Villa             | 0-1       | Tottenham Hotspur       | 25 febbraio 1904 |
| 5              | Sheffield Wednesday     | 6-0       | Manchester United       | 20 febbraio 1904 |
| 6              | Bolton Wanderers        | 4-1       | Southampton             | 20 febbraio 1904 |
| 7              | Derby County            | 2-2       | Wolverhampton Wanderers | 20 febbraio 1904 |
| Ripetizione    | Wolverhampton Wanderers | 2-2       | Derby County            | 24 febbraio 1904 |
| Ripetizione    | Derby County            | 1-0       | Wolverhampton Wanderers | 29 febbraio 1904 |
| 8              | Woolwich Arsenal        | 0-2       | Manchester City         | 20 febbraio 1904 |

## Terzo turno
| Numero partita | Squadra locale      | Punteggio | Squadra ospite      | Data         |
| -------------- | ------------------- | --------- | ------------------- | ------------ |
| 1              | Derby County        | 2-1       | Blackburn           | 5 marzo 1904 |
| 2              | Sheffield United    | 0-2       | Bolton Wanderers    | 5 marzo 1904 |
| 3              | Tottenham Hotspur   | 1-1       | Sheffield Wednesday | 5 marzo 1904 |
| Ripetizione    | Sheffield Wednesday | 2-0       | Tottenham Hotspur   | 9 marzo 1904 |
| 4              | Manchester City     | 0-0       | Middlesbrough       | 5 marzo 1904 |
| Ripetizione    | Middlesbrough       | 1-3       | Manchester City     | 9 marzo 1904 |

## Semifinali
Le semifinali vennero giocate in campo neutro sabato 19 marzo 1904, il Bolton Wanderers ed il Manchester City passarono il turno e riuscirono ad andare a giocarsi la finale nel centro sportivo di Crystal Palace a Londra.
| Wolverhampton 19 marzo 1904, ore 15:00 | Bolton Wanderers | 1 – 0 | Derby County | Molineux |

| Liverpool 19 marzo 1904, ore 15:00 | Manchester City | 3 – 0 | Sheffield Wednesday | Goodison Park |

## Finale
| Arbitro: | A.J. Barker |

|                    |           |  |
| Billy Meredith 23’ | Marcatori |  |

| Manchester City | Bolton Wanderers |